# Ehegnadzor
Yeghegnadzor este un oraș din Provincia Vayots Dzor, Armenia.